# Соммерар, Александр
Александр дю Соммерар (фр. Alexandre Du Sommerard 31 августа 1779, Бар-сюр-Об — 19 августа 1842, Сен-Клу) — французский археолог и коллекционер произведений искусства Средних веков и Ренессанса.
Александр родился в семье Себастиана-Александра-Жана дю Соммерара (Sebastien-Alexandre-Jean Du Sommerard) (1745— ?) и его супруги Аньес-Жюли Клеман (Agnes-Julie Clement) (1755—1828), образование получил в Коллеже Шом-ан-Бри (Сollеge de Chaumes-en-Brie). В 1793 году в возрасте 14 лет добровольцем поступил на военную службу, принимал участие в боевых действиях против восставших в Вандее, участвовал в итальянской кампании наполеоновских армий 1799—1801 годов. С 1809 года был женат на Аделаиде-Жозефине Симон (1785—1855), от которой имел четверых детей: Огюста-Бенжамен-Шарля (1807— ?), Пьер-Александра (1810— ?), Лауру-Аделаиду (1812— ?) и Эдмона (1817—1885).
В 1801 году Александр был определён контролёром в Национальную счётную палату (Comptabilité nationale), в 1807 году стал советником Контрольной палаты (Cour des comptes). Но в 1814 году выступил за отречение императора, приветствовал возвращение короля Людовика XVIII и даже написал приветственную песню «Верни нам пару перчаток» (Rendez-nous notre paire de gants). Во время «Ста дней» присоединился к королевским добровольцам (volontaires royaux). В 1816 году он получил орден Почётного легиона, в 1840 году стал офицером Почётного легиона.
В 1816 году Александр дю Соммерар стал членом Общества друзей искусства (Société des amis des arts), в 1827 году — главным советником (conseiller-maître) Контрольной палаты, в 1834 году — членом-учредителем (membre-fondateur) Общества Истории Франции (Société de l’histoire de France) и членом Исторического комитета искусств и памятников (Comité historique des arts et des monuments). Большую часть своего скромного состояния Александр дю Соммерар тратил на приобретение и систематизацию произведений искусства и предметов домашнего обихода Средних веков и эпохи Возрождения. Вскоре его домашняя коллекция получила известность.
В 1832 году он выставил свою коллекцию в Отеле Клюни (Hôtel de Cluny) — пустующих помещениях бывшего отеля для приезжающих в Париж монахов бенедиктинского ордена (примыкающих к руинам галло-римских терм в Латинском квартале. В 1840 и 1842 годах Александр дю Соммерар с археологическими целями путешествовал по Италии. Он участвовал в реставрации Отеля Клюни. Его коллекция к тому времени насчитывала полторы тысячи произведений: средневековая и ренессансная мебель, ткани, изделия из металла и дерева, эмали, резной кости, витражи, монеты и медали. Александр составил каталог своей коллекции. 20 декабря 1879 года Александр дю Соммерар был назначен директором будущего «Музея сравнительной скульптуры в Трокадеро» (Musée de sculpture comparée au Trocadéro), созданного по идее и инициативе Э. Виолле-ле-Дюка
После кончины Соммерара в 1842 году его коллекция была выкуплена государством у родственников, и с тех пор музей Клюни является государственным, а прилегающая улица де Матюрен была переименована в улицу Соммерар (Rue du Sommerard).
Александр дю Соммерар является автором научных работ «Средневековое искусство» (Arts au Moyen Аge; 1838—1846, в 5-ти томах), «Виды Провена» (Vues de Provins; 1822) и «Заметки о Термах и Отеле Клюни» (Notices sur l’hôtel de Cluny et le palais des Thermes (1834).